# Mechelle Lewis
Mechelle Lewis (née le 20 septembre 1980) est une athlète américaine, spécialiste du sprint. Elle mesure 1,68 m.

## Palmarès

### Championnats du monde d'athlétisme
- Championnats du monde d'athlétisme de 2007 à Osaka ( Japon)
  - éliminée en demi-finale sur 100 m
  -  Médaille d'or sur 4 x 100 m (avec sa participation en demi-finale)

## Meilleurs temps
- 60 m en salle : 7 s 33 	3eh1 NCAA	Fayetteville AR	10 Mar 2000
- 100 m : 11 s 13 	 +0,8 	4eh3 NC	Indianapolis IN	21 Jun 2007
- 200 m : 23 s 05 	 +1,6 	4e New York NY	2 Jun 2007

- Médaille d'or sur 4 x 100 m à Osaka 2007